# Campeonato Europeo de Lucha de 1939
El XV Campeonato Europeo de Lucha se celebró en Oslo (Noruega) en el año 1939 bajo la organización de la Federación Internacional de Luchas Asociadas (FILA) y la Federación Noruega de Lucha. Solamente se compitió en las categorías del estilo grecorromano.

## Resultados

### Lucha grecorromana
| Evento | Oro                            | Plata                                           | Bronce                      |
| ------ | ------------------------------ | ----------------------------------------------- | --------------------------- |
| 56 kg  | Kauko Kiiseli · Finlandia      | Kurt Pettersén · Suecia · Ivar Stokke · Noruega | —                           |
| 61 kg  | Kustaa Pihlajamäki · Finlandia | Ferdinand Schmitz Alemania                      | Ferenc Tóth Hungría         |
| 66 kg  | Gösta Andersson · Suecia       | Yaşar Doğu Turquía                              | Lauri Koskela · Finlandia   |
| 72 kg  | Fritz Schäfer Alemania         | Edgar Pütsep Estonia                            | Eino Virtanen · Finlandia   |
| 79 kg  | Ivar Johansson · Suecia        | Ludwig Schweickert Alemania                     | Arvi Pikkusaari · Finlandia |
| 87 kg  | Nils Åkerlindh · Suecia        | Mustafa Çakmak Turquía                          | August Neo Estonia          |
| +87 kg | Johannes Kotkas Estonia        | John Nyman · Suecia                             | Gyula Bóbis Hungría         |

## Medallero
| Núm. | País      | Oro | Plata | Bronce | Total |
| ---- | --------- | --- | ----- | ------ | ----- |
| 1    | Suecia    | 3   | 2     | 0      | 5     |
| 2    | Finlandia | 2   | 0     | 3      | 5     |
| 3    | Alemania  | 1   | 2     | 0      | 3     |
| 4    | Estonia   | 1   | 1     | 1      | 3     |
| 5    | Turquía   | 0   | 2     | 0      | 2     |
| 6    | Noruega   | 0   | 1     | 0      | 1     |
| 7    | Hungría   | 0   | 0     | 2      | 2     |
|      | TOTAL     | 7   | 8     | 6      | 21    |